# Michel Aebischer
Michel Aebischer (Friburgo, 6 gennaio 1997) è un calciatore svizzero, centrocampista del Pisa, in prestito dal Bologna e della nazionale svizzera.

## Caratteristiche tecniche
È una mezzala di piede destro con spiccate doti offensive. Forte fisicamente, è un centrocampista di manovra dotato di buona tecnica. Dotato di buona corsa, sa essere abile sia negli inserimenti in fase offensiva che nel servire assist ai compagni.

## Carriera

### Club
Debutta in Super League con lo Young Boys il 10 settembre 2016, nella partita vinta 2-1 contro il Lucerna. Con lo Young Boys ha vinto la Super League 2017-2018, primo titolo della squadra di Berna dopo 32 anni.
Il 25 gennaio 2022 viene acquistato dal Bologna con la formula del prestito con obbligo di riscatto. Il 6 febbraio fa il suo esordio con i felsinei nella partita interna contro l'Empoli, subentrando a Mattias Svanberg al 79'. Il 12 novembre 2022 segna la sua prima rete con i rossoblù (oltreché in Serie A), aprendo le marcature nel successo per 3-0 sul Sassuolo.
Il 3 agosto 2025 passa al Pisa neopromosso, in prestito con obbligo di riscatto.

### Nazionale
Aebischer debutta nella nazionale svizzera il 18 novembre 2019 nella gara delle qualificazioni al campionato europeo di calcio 2020 contro Gibilterra, rilevando Ruben Vargas all'85' minuto.
Non ha potuto essere convocato per Euro 2020 a causa di un infortunio al ginocchio. Nel novembre del 2022 viene incluso dal CT Murat Yakın nella rosa svizzera partecipante ai Mondiali di calcio in Qatar. Convocato per i campionati europei 2024, va in gol nella partita d'esordio, mettendo a segno il gol del 2-0 nella vittoria 3-1 sull'Ungheria.

## Statistiche

### Presenze e reti nei club
Statistiche aggiornate al 17 agosto 2025.
| Stagione          | Squadra           | Campionato        | Campionato | Campionato | Coppe nazionali | Coppe nazionali | Coppe nazionali | Coppe continentali | Coppe continentali | Coppe continentali | Altre coppe | Altre coppe | Altre coppe | Totale | Totale | Totale |
| Stagione          | Squadra           | Comp              | Pres       | Reti       | Comp            | Pres            | Reti            | Comp               | Pres               | Reti               | Comp        | Pres        | Reti        | Pres   | Reti   |        |
| ----------------- | ----------------- | ----------------- | ---------- | ---------- | --------------- | --------------- | --------------- | ------------------ | ------------------ | ------------------ | ----------- | ----------- | ----------- | ------ | ------ | ------ |
| 2016-2017         | Young Boys        | SL                | 14         | 1          | CS              | 1               | 0               | UEL                | 2                  | 0                  | -           | -           | -           | 17     | 1      |        |
| 2017-2018         | Young Boys        | SL                | 19         | 0          | CS              | 4               | 0               | UCL+UEL            | 1+5                | 0                  | -           | -           | -           | 29     | 0      |        |
| 2018-2019         | Young Boys        | SL                | 26         | 4          | CS              | 3               | 0               | UCL                | 6                  | 0                  | -           | -           | -           | 35     | 4      |        |
| 2019-2020         | Young Boys        | SL                | 32         | 3          | CS              | 6               | 1               | UCL+UEL            | 2+6                | 0                  | -           | -           | -           | 46     | 4      |        |
| 2020-2021         | Young Boys        | SL                | 27         | 2          | CS              | 1               | 0               | UCL+UEL            | 2+9                | 0                  | -           | -           | -           | 39     | 2      |        |
| 2021-gen. 2022    | Young Boys        | SL                | 15         | 2          | CS              | 2               | 1               | UCL                | 11                 | 1                  | -           | -           | -           | 28     | 4      |        |
| Totale Young Boys | Totale Young Boys | Totale Young Boys | 133        | 12         |                 | 17              | 2               |                    | 44                 | 1                  |             |             |             | 194    | 15     |        |
| gen.-giu. 2022    | Bologna           | A                 | 12         | 0          | CI              | -               | -               | -                  | -                  | -                  | -           | -           | -           | 12     | 0      |        |
| 2022-2023         | Bologna           | A                 | 32         | 1          | CI              | 2               | 0               | -                  | -                  | -                  | -           | -           | -           | 34     | 1      |        |
| 2023-2024         | Bologna           | A                 | 36         | 0          | CI              | 4               | 0               | -                  | -                  | -                  | -           | -           | -           | 40     | 0      |        |
| 2024-2025         | Bologna           | A                 | 14         | 0          | CI              | 1               | -               | UCL                | 1                  | 0                  | -           | -           | -           | 16     | 0      |        |
| Totale Bologna    | Totale Bologna    | Totale Bologna    | 94         | 1          |                 | 7               | 0               | -                  | 1                  | 0                  | -           | -           | -           | 102    | 1      |        |
| 2025-2026         | Pisa              | A                 | -          | -          | CI              | 1               | 0               | -                  | -                  | -                  | -           | -           | -           | 1      | 0      |        |
| Totale carriera   | Totale carriera   | Totale carriera   | 227        | 13         |                 | 25              | 2               |                    | 45                 | 1                  |             | -           | -           | 297    | 16     |        |

### Cronologia presenze e reti in nazionale
| Cronologia completa delle presenze e delle reti in nazionale ― Svizzera | Cronologia completa delle presenze e delle reti in nazionale ― Svizzera | Cronologia completa delle presenze e delle reti in nazionale ― Svizzera | Cronologia completa delle presenze e delle reti in nazionale ― Svizzera | Cronologia completa delle presenze e delle reti in nazionale ― Svizzera | Cronologia completa delle presenze e delle reti in nazionale ― Svizzera | Cronologia completa delle presenze e delle reti in nazionale ― Svizzera | Cronologia completa delle presenze e delle reti in nazionale ― Svizzera |
| Data                                                                    | Città                                                                   | In casa                                                                 | Risultato                                                               | Ospiti                                                                  | Competizione                                                            | Reti                                                                    | Note                                                                    |
| ----------------------------------------------------------------------- | ----------------------------------------------------------------------- | ----------------------------------------------------------------------- | ----------------------------------------------------------------------- | ----------------------------------------------------------------------- | ----------------------------------------------------------------------- | ----------------------------------------------------------------------- | ----------------------------------------------------------------------- |
| 18-11-2019                                                              | Gibilterra                                                              | Gibilterra                                                              | 1 – 6                                                                   | Svizzera                                                                | Qual. Euro 2020                                                         | -                                                                       | 85’                                                                     |
| 3-9-2020                                                                | Leopoli                                                                 | Ucraina                                                                 | 2 – 1                                                                   | Svizzera                                                                | UEFA Nations League 2020-2021 - 1º turno                                | -                                                                       | 82’                                                                     |
| 6-9-2020                                                                | Basilea                                                                 | Svizzera                                                                | 1 – 1                                                                   | Germania                                                                | UEFA Nations League 2020-2021 - 1º turno                                | -                                                                       | 84’                                                                     |
| 1-9-2021                                                                | Basilea                                                                 | Svizzera                                                                | 2 – 1                                                                   | Grecia                                                                  | Amichevole                                                              | -                                                                       | 46’                                                                     |
| 5-9-2021                                                                | Basilea                                                                 | Svizzera                                                                | 0 – 0                                                                   | Italia                                                                  | Qual. Mondiali 2022                                                     | -                                                                       | 59’                                                                     |
| 8-9-2021                                                                | Belfast                                                                 | Irlanda del Nord                                                        | 0 – 0                                                                   | Svizzera                                                                | Qual. Mondiali 2022                                                     | -                                                                       | 59’                                                                     |
| 15-11-2021                                                              | Lucerna                                                                 | Svizzera                                                                | 4 – 0                                                                   | Bulgaria                                                                | Qual. Mondiali 2022                                                     | -                                                                       | 90+7’                                                                   |
| 26-3-2022                                                               | Londra                                                                  | Inghilterra                                                             | 2 – 1                                                                   | Svizzera                                                                | Amichevole                                                              | -                                                                       | 80’                                                                     |
| 9-6-2022                                                                | Lancy                                                                   | Svizzera                                                                | 0 – 1                                                                   | Spagna                                                                  | UEFA Nations League 2022-2023 - 1º turno                                | -                                                                       | 64’                                                                     |
| 12-6-2022                                                               | Ginevra                                                                 | Svizzera                                                                | 1 – 0                                                                   | Portogallo                                                              | UEFA Nations League 2022-2023 - 1º turno                                | -                                                                       | 79’                                                                     |
| 24-9-2022                                                               | Saragozza                                                               | Spagna                                                                  | 1 – 2                                                                   | Svizzera                                                                | UEFA Nations League 2022-2023 - 1º turno                                | -                                                                       | 78’                                                                     |
| 17-11-2022                                                              | Abu Dhabi                                                               | Ghana                                                                   | 2 – 0                                                                   | Svizzera                                                                | Amichevole                                                              | -                                                                       | 46’                                                                     |
| 28-11-2022                                                              | Doha                                                                    | Brasile                                                                 | 1 – 0                                                                   | Svizzera                                                                | Mondiali 2022 - 1º turno                                                | -                                                                       | 75’                                                                     |
| 12-9-2023                                                               | Sion                                                                    | Svizzera                                                                | 3 – 0                                                                   | Andorra                                                                 | Qual. Euro 2024                                                         | -                                                                       | 90+3’                                                                   |
| 18-11-2023                                                              | Basilea                                                                 | Svizzera                                                                | 1 – 1                                                                   | Kosovo                                                                  | Qual. Euro 2024                                                         | -                                                                       | 66’                                                                     |
| 21-11-2023                                                              | Bucarest                                                                | Romania                                                                 | 1 – 0                                                                   | Svizzera                                                                | Qual. Euro 2024                                                         | -                                                                       | 84’                                                                     |
| 23-3-2024                                                               | Copenaghen                                                              | Danimarca                                                               | 0 – 0                                                                   | Svizzera                                                                | Amichevole                                                              | -                                                                       | 76’                                                                     |
| 26-3-2024                                                               | Dublino                                                                 | Irlanda                                                                 | 0 – 1                                                                   | Svizzera                                                                | Amichevole                                                              | -                                                                       |                                                                         |
| 4-6-2024                                                                | Lucerna                                                                 | Svizzera                                                                | 4 – 0                                                                   | Estonia                                                                 | Amichevole                                                              | -                                                                       | 74’                                                                     |
| 8-6-2024                                                                | San Gallo                                                               | Svizzera                                                                | 1 – 1                                                                   | Austria                                                                 | Amichevole                                                              | -                                                                       | 42’                                                                     |
| 15-6-2024                                                               | Colonia                                                                 | Ungheria                                                                | 1 – 3                                                                   | Svizzera                                                                | Euro 2024 - 1º turno                                                    | 1                                                                       |                                                                         |
| 19-6-2024                                                               | Colonia                                                                 | Scozia                                                                  | 1 – 1                                                                   | Svizzera                                                                | Euro 2024 - 1º turno                                                    | -                                                                       |                                                                         |
| 23-6-2024                                                               | Francoforte sul Meno                                                    | Svizzera                                                                | 1 – 1                                                                   | Germania                                                                | Euro 2024 - 1º turno                                                    | -                                                                       |                                                                         |
| 29-6-2024                                                               | Berlino                                                                 | Svizzera                                                                | 2 – 0                                                                   | Italia                                                                  | Euro 2024 - Ottavi di finale                                            | -                                                                       | 90+2’                                                                   |
| 6-7-2024                                                                | Düsseldorf                                                              | Inghilterra                                                             | 1 – 1 dts (5 - 3 dtr)                                                   | Svizzera                                                                | Euro 2024 - Quarti di finale                                            | -                                                                       | 118’                                                                    |
| 5-9-2024                                                                | Copenaghen                                                              | Danimarca                                                               | 2 – 0                                                                   | Svizzera                                                                | UEFA Nations League 2024-2025 - 1º turno                                | -                                                                       | 90+1’                                                                   |
| 8-9-2024                                                                | Ginevra                                                                 | Svizzera                                                                | 1 – 4                                                                   | Spagna                                                                  | UEFA Nations League 2024-2025 - 1º turno                                | -                                                                       | 76’                                                                     |
| 12-10-2024                                                              | Leskovac                                                                | Serbia                                                                  | 2 – 0                                                                   | Svizzera                                                                | UEFA Nations League 2024-2025 - 1º turno                                | -                                                                       | 70’                                                                     |
| 15-10-2024                                                              | San Gallo                                                               | Svizzera                                                                | 2 – 2                                                                   | Danimarca                                                               | UEFA Nations League 2024-2025 - 1º turno                                | -                                                                       | 81’                                                                     |
| 21-3-2025                                                               | Belfast                                                                 | Irlanda del Nord                                                        | 1 – 1                                                                   | Svizzera                                                                | Amichevole                                                              | -                                                                       | 59’                                                                     |
| 25-3-2025                                                               | San Gallo                                                               | Svizzera                                                                | 3 – 1                                                                   | Lussemburgo                                                             | Amichevole                                                              | -                                                                       | 46’                                                                     |
| 10-6-2025                                                               | Nashville                                                               | Stati Uniti                                                             | 0 – 4                                                                   | Svizzera                                                                | Amichevole                                                              | 1                                                                       | 72’                                                                     |
| Totale                                                                  |                                                                         | Presenze                                                                | 32                                                                      |                                                                         | Reti                                                                    | 2                                                                       |                                                                         |

## Palmarès

### Club

#### Competizioni nazionali
- Campionato svizzero: 4

Young Boys: 2017-2018, 2018-2019, 2019-2020, 2020-2021
- Coppa Svizzera: 1

Young Boys: 2019-2020
- Coppa Italia: 1

Bologna: 2024-2025